# Je traverse la rue et je vous trouve un travail
Pour un article plus général, voir Macronade.

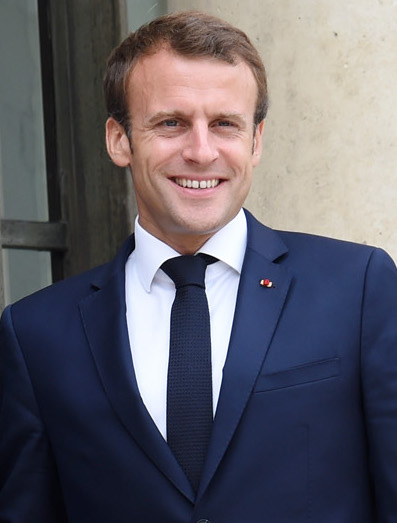
Emmanuel Macron en 2018.

« Je traverse la rue et je vous trouve un travail » est une petite phrase apocryphe, reprenant une phrase prononcée par Emmanuel Macron le 15 septembre 2018 sur le fait de trouver un travail : « je traverse la rue, je vous en trouve ».

## Contexte
Le 15 septembre 2018, lors des Journées européennes du patrimoine organisées au palais de l'Élysée, le président de la République française échange avec un homme de 25 ans expliquant qu'il ne trouve pas d'emploi dans le secteur de l'horticulture malgré ses efforts.
La réponse d'Emmanuel Macron est la suivante : « Vous faites une rue, vous allez à Montparnasse, vous faites la rue avec tous les cafés et les restaurants... Franchement, je suis sûr qu'il y en a un sur deux qui recrute en ce moment. Allez-y ! ». Il rajoute : « Il y a des métiers qui nécessitent des compétences particulières. Quand les gens ne les ont pas, on les forme. C'est pour ça qu'on investit. Mais après, il y a des tas de métiers. Il faut y aller ! Maintenant, hôtels, cafés, restaurants, je traverse la rue, je vous en trouve ! Ils veulent simplement des gens qui sont prêts à travailler, avec les contraintes du métier ».
L'horticulteur remercie le président et lui serre la main.

## Réactions

### Audience
La vidéo de la discussion a été visionnée plus de deux millions de fois sur Twitter.

### Analyses universitaires
Plusieurs universitaires soulignent que ce discours reporte la seule responsabilité du chômage sur les demandeurs d'emploi, en niant le problème de la pénurie d'emplois. Le sociologue Vincent de Gaulejac voit là un paradoxe, car « d'un côté la société célèbre les motivations individuelles et de l'autre, on n'a pas le droit de faire de l'horticulture, de l'histoire de l'art ou d'autres métiers ». Pour un autre sociologue, Hadrien Clouet, seuls « 1 % des emplois ne sont pas pourvus » en France et les pays qui promeuvent l'acceptation de « n’importe quel type d’emploi plutôt que le chômage » ont connu « une progression spectaculaire de la pauvreté laborieuse ».
L'historien Christian Delporte considère cette petite phrase comme une stratégie de communication, mais aussi comme exposant la vision du chômage du président, qui remet la responsabilité individuelle au centre du phénomène du chômage.

### Réactions éditoriales
Le journal Libération accuse  le président de la République d'un certain « mépris » dans sa réplique, en particulier lorsqu'il suggère à son interlocuteur de chercher un emploi dans les domaines de l'hôtellerie et de la restauration, alors que celui-ci lui avait préalablement indiqué sa formation d'horticulteur.
D'autres observent que des chefs d'entreprise recherchent du personnel qualifié tout en ne parvenant pas toujours à en trouver.

## Postérité

### Vérification journalistique
Une enquête du Figaro dans les jours suivant la déclaration confirme que les restaurants du quartier du Montparnasse manquaient de personnel et cherchaient à embaucher, avec un ratio supérieur à une offre par restaurant. Toutefois, bien que le secteur de l'hôtellerie-restauration recrute des serveurs, des aides, apprentis de cuisine et des cuisiniers, la moitié des projets d'embauches s'accompagnent de difficultés selon les employeurs, notamment à cause de l'inadéquation des profils avec les besoins du secteur.
Une enquête concomitante de France TV info indique que plus de la moitié des restaurants embauchaient en effet sur le boulevard du Montparnasse, mais que certaines des offres d'emploi étaient des contrats à durée courte.
L'enquête de L'Alsace indique que, sur dix restaurants visités, trois embauchaient boulevard du Montparnasse au moment de l'enquête. Celle de LCI sur dix restaurants a conclu à quatre possibilités d'embauche sur dix restaurants. Selon BFM TV, certains cafés ou restaurants pourraient avoir besoin d'embaucher dans l'avenir, mais un seul souhaite embaucher immédiatement. Certains établissements se disent complets et d'autres refusent d'embaucher une personne sans expérience dans la restauration.

### Devenir de l'interlocuteur
Interrogé sur Europe 1 un an après son échange avec Emmanuel Macron, Jonathan, horticulteur de profession, indique avoir travaillé quelques semaines dans un garage automobile près de chez lui, dans le Loiret, avoir occupé un emploi saisonnier dans la restauration en Bretagne durant l'été 2019, et prévoir d'en occuper un autre à la montagne en décembre 2019, en cherchant toujours un emploi à temps plein.
En 2021, il affirme qu'« il [Emmanuel Macron] a réagi sûrement à chaud ce jour-là » et qu'« il a sorti ce qu'il y avait à sortir. Il regrette certains mots, je trouve cela bien, mais il aurait dû le regretter plus tôt. Il a été arrogant quand il m'a dit cela. ».

### Justificationa posteriori
Deux semaines plus tard, Emmanuel Macron répond à un jeune homme en Guadeloupe en lui disant : « Je suis toujours au côté de ceux pour qui ce n’est pas facile, sinon je ne serais pas là et je ne me battrais pas chaque jour. […] Mais je ne veux pas, parce que ce n’est pas facile, que certains tombent dans la facilité en disant que c’est l’État qui doit trouver un job et un avenir ». Il précise aussi : « J'attends aussi de chaque jeune qu'il prenne ses responsabilités – chaque jeune ou moins jeune même. Et donc quand il y a des offres d'emploi qui existent, même si ce n'est pas exactement ce que l'on veut, peut-être au début accepter pendant quelques mois pour se mettre le pied à l'étrier ». Le jeune homme avait souligné les difficultés économiques particulières en outre-mer.
En février 2019, lors du grand débat national, Emmanuel Macron répond à un citoyen au sujet de sa petite phrase en la remettant dans le contexte géographique où elle a été prononcée : « Ça dépend où il habite ! […] J'ai dit, les cafés-restaurants de l'autre côté de la rue — ce qui est vrai — embauchent à Montparnasse, il y en a plein. […] Donc je n'ai pas dit pour toutes les rues de France et de Navarre, je connais suffisamment bien le pays pour que ça ne soit pas le cas ».
Lors d'un déplacement à La Réunion, un autre demandeur d'emploi l'interroge à nouveau sur le sens de sa déclaration. Le président répond « qu'on a fait un raccourci avec ce bidule ».
En 2020, Brigitte Macron explique que la phrase prononcée par son mari est inspirée de celle prononcée la veille par un restaurateur, qu'elle rapporte ainsi : « Le premier qui va traverser la rue, je lui donne un boulot, parce que j’ai besoin de travailleurs auprès de moi ». Elle indique avoir reproché à Macron cette phrase, citée régulièrement depuis par ses détracteurs, tout en réfutant les accusations d’arrogance qui visent son époux.
En 2022, lors d'un déplacement dans la Creuse, un homme de 20 ans dit au président que « Quand vous dites : « traversez la rue pour trouver du travail », mais quand vous avez en face de vous un panneau stop, qui vous dit que vous n'avez pas assez de temps de travail, pas d'expérience professionnelle, or pour l'avoir il faut travailler et pour travailler il faut de l'expérience, donc on tourne en rond. » Emmanuel Macron a répondu que « beaucoup de secteurs offrent des emplois, donc normalement, quand on a de la bonne volonté » et que « c'est un peu ça ce que je disais avec cette formule, qui était plus adaptée à Paris, où je me trouvais à ce moment-là qu'ici, mais qui était totalement vraie à Paris. Pour qui est prêt à y aller, il y a du travail. »
Lors d'un entretien le 14 juillet 2022, Emmanuel Macron estime que « traverser la rue pour trouver du travail » est « encore plus vrai aujourd'hui ». Le 12 mai 2023, lors d'une visite dans une usine d'aluminium à Dunkerque, Macron déclare : « Il y a quelques années, je disais qu'il suffisait de traverser la rue, là il faut faire un mètre ».

### Documentaire
- Petites phrases, grandes conséquences : la gauche contre le peuple, de LCP (prod.) et de Thomas  Raguet (réal.), 2021 [voir en ligne].